# Cimetière de la peste de Zell
Le cimetière de la peste de Zell est un cimetière de la peste situé à Eisenberg, sur la route menant de Zell (de) à Schweinegg (de).

## Histoire
Un rapport sur l'origine du pèlerinage à Maria Hilf (de) à Speiden (de) dans le Mirakelbuch (de) nous apprend qu'en 1635, des cavaliers du régiment de Schlick étaient en cantonnement dans la localité : « un ou plusieurs d'entre eux ont été atteints de la maladie ou de la peste dont ils sont morts ». C'est la seule source qui prouve que la peste a également sévi et fait des victimes dans la commune d'Eisenberg.
Le nombre de morts de la peste n'est pas connu, mais un ancien rapport indique que l'épidémie a tué 54,8 % de la population totale de la commune voisine de Pfronten. Cette donnée devrait également s'appliquer à Eisenberg.

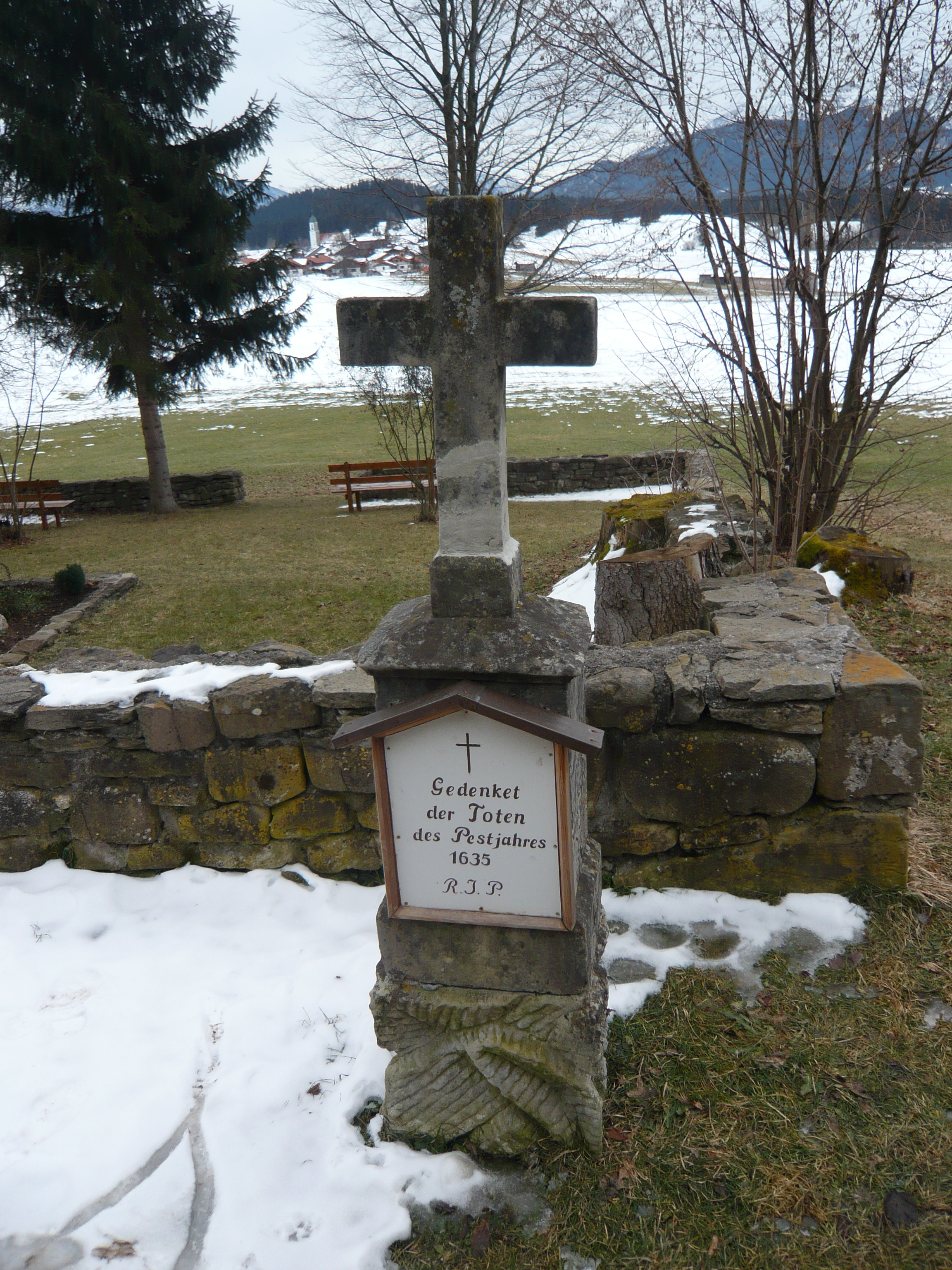
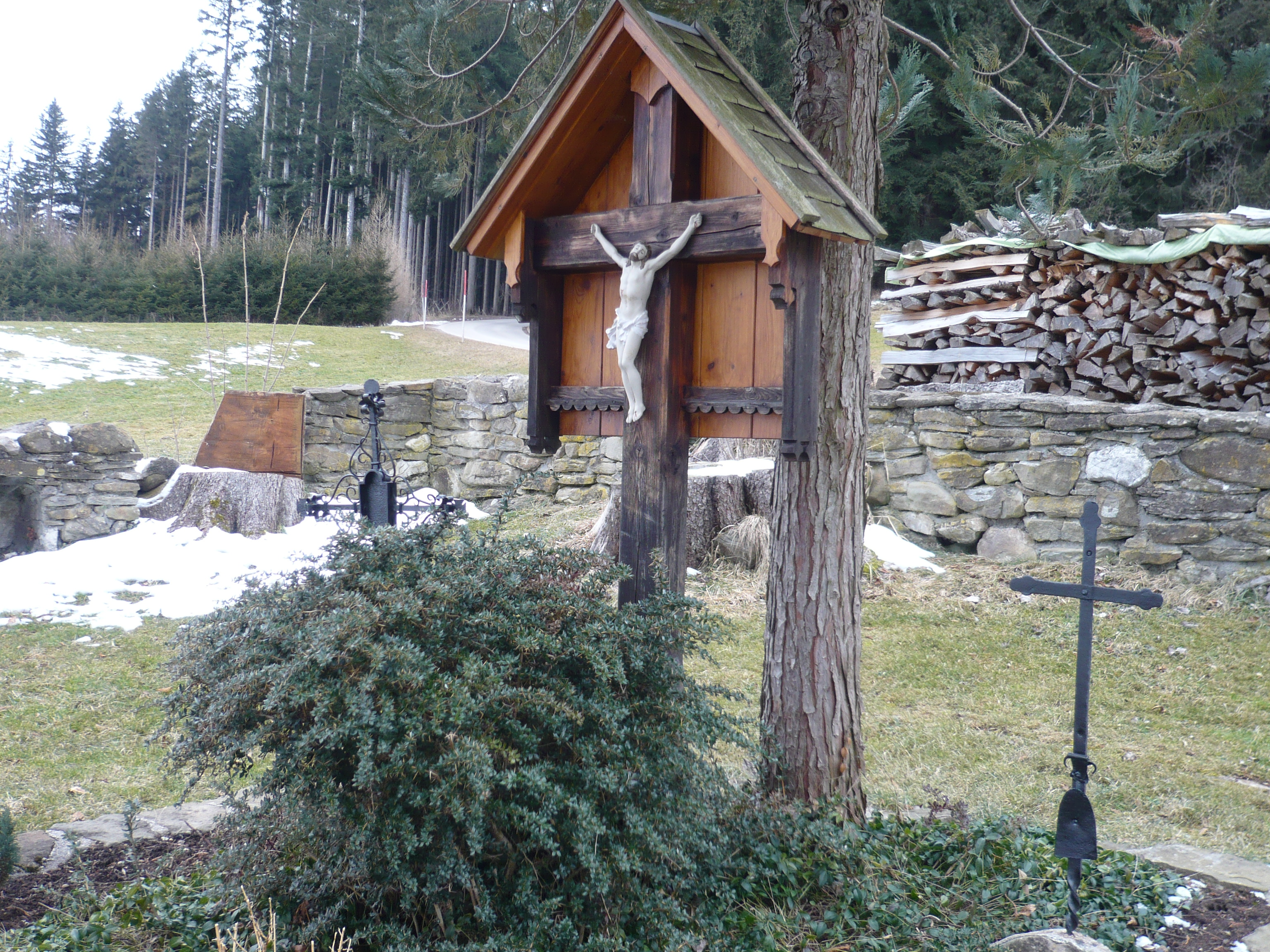
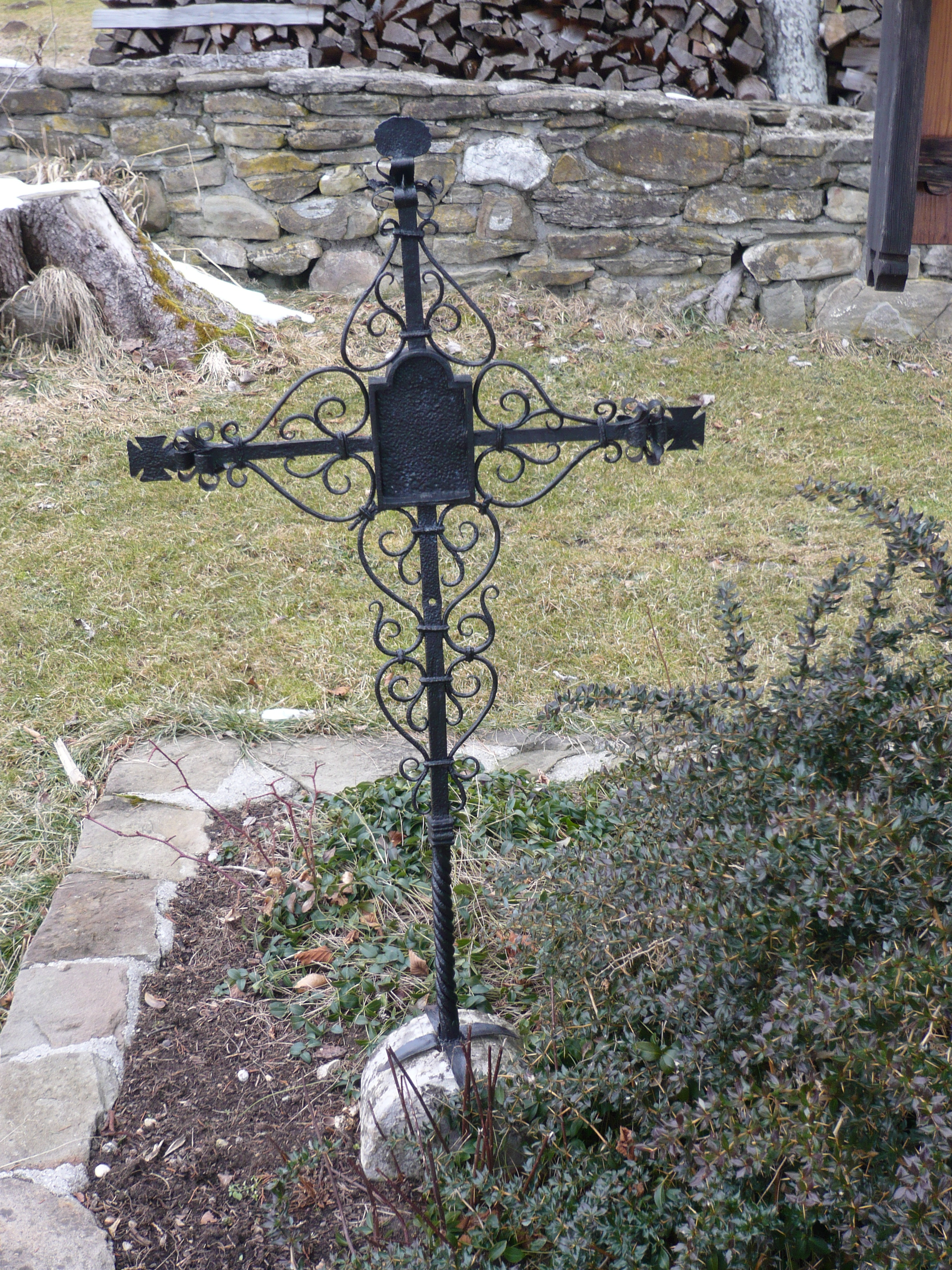